# Lưu Tông Mẫn
Lưu Tông Mẫn (chữ Hán: 劉宗敏, 1607 – 1645) là chủ tướng dưới trướng nghĩa quân Lý Tự Thành cuối thời Minh.

## Tiểu sử
Mùa xuân năm Sùng Trinh thứ 11 (1638), Lý Tự Thành bị quan quân Nhà Minh vây đánh tại Đồng Quan tỉnh Thiểm Tây, Lưu Tông Mẫn cùng Lý Tự Thành dẫn theo 18 tên tùy tùng đột phá vòng vây chạy về ẩn náu trong núi Thương Lạc. Tại đây, Lý Tự Thành tiếp tục thu thập những người của mình. Mùa hạ năm Sùng Trinh thứ 12 (1639), Tổng đốc Thiểm Tây Trịnh Sùng Kiềm đưa quân vây hãm Lý Tự Thành. Dương Tự Xương cũng đến vây núi Ba Tây và Ngư Phục, khiến quân đội của Lý Tự Thành gặp rất nhiều khó khăn. Sau nhờ Tông Mẫn hết lòng khuyên giải, mới bỏ ý định ra hàng quân Minh. Năm Sùng Trinh thứ 13 (1640), Tông Mẫn giúp Lý Tự Thành phá vòng vây các vùng núi Ba Tây, Ngư Phúc, đưa khinh kỵ binh ra khỏi huyện Vẫn tiến vào khu vực Hà Nam đang bị thiên tai, thanh thế lừng lẫy, kẻ theo về lên đến hàng vạn người.
Năm Sùng Trinh thứ 16 (1643), Lý Tự Thành đánh chiếm được Thừa Thiên, tự xưng là "Phụng thiên xướng nghĩa Đại nguyên soái". Lý Tự Thành coi xứ Kinh Tương là đất căn bản, đổi tên Tương Dương là Tương Kinh; đổi phủ Thừa Thiên thành châu Dương Vũ. Tiếp đó, dựa theo ý kiến của Ngưu Kim Tinh đặt các chức vụ quan lại, quy định các hàm tước; cử Điền Kiến Tú và Lưu Tông Mẫn làm "Quyền tướng quân". Tông Mẫn chỉ huy "trung doanh". Nghĩa quân thường gọi một cách thân mật rằng Quyền tướng quân Lưu Tông Mẫn là "ông già Lưu tổng tiêu". Tháng giêng năm Sùng Trinh thứ 17 (1644), Lý Tự Thành tuyên bố thành lập quốc gia tại Tây An, quốc hiệu Đại Thuận, niên hiệu Vĩnh Xương. Đổi tên Tây An thành Trường An, gọi là Tây Kinh. Lý Tự Thành bắt đầu sắc phong cho nhiều công thần. Lưu Tông Mẫn được phong Nhữ Hầu hầu. Tháng 2, Lưu Tông Mẫn theo Lý Tự Thành đưa quân đi chinh phục các miền phía đông. Họ xuất phát từ Thái Nguyên và Tuyên Hóa, chia đại quân thành hai cánh nam lộ và bắc lộ, phía đông vượt Hoàng Hà, hướng thẳng đến Bắc Kinh. Về sau Tông Mẫn trợ giúp Lý Tự Thành điều đông cánh quân bắc lộ đi qua Đại Đồng, Tuyên Phủ, đến dưới chân thành Bắc Kinh. Tối ngày 17 tháng 3 cùng năm, chỉ huy quân bắc lộ đánh chiếm ngoại thành. Ngày 19, nghĩa quân chiếm được kinh thành, Sùng Trinh đế tự sát tại Môi Sơn, Nhà Minh chính thức diệt vong.
Sau khi Lý Tự Thành tiến vào kinh sư, Lưu Tông Mẫn là quan to nhất của nghĩa quân, tất cả các quan văn đều phải nghe lời ông. Lưu Tông Mẫn vô cùng thù ghét đám quan lại triều Minh, liền thực thi chính sách "trợ hướng" (giúp đỡ tiền lương), thiết lập "Bì hướng Trấn phủ ty", Phong Cho Lưu Tông Mẫn Cùng Lý Quá Làm Chi Chúa,sai người đi vơ vét tài sản của quan lại bá hộ trong kinh thành. Lại còn quy định ngạch trợ hướng như sau: "Trung đường mười vạn, Bộ viện Kinh đường Cẩm y bảy vạn hoặc năm vạn ba vạn, Đạo khoa Lại bộ năm vạn ba vạn, Hàn lâm viện ba vạn hai vạn một vạn, bộ thuộc thì có bao nhiêu đóng bấy nhiêu".(theo ghi chép trong Giáp Thân hạch chân lược) Theo ghi chép trong cuốn Lộc Tiều kỷ văn, Ngô Tam Quế ban đầu có ý quy thuận Lý Tự Thành, nhưng nghe tin phụ thân bị Bì hướng Trấn phủ ty đánh đập tra tấn, cộng thêm việc Lưu Tông Mẫn chiếm đoạt ái thiếp Trần Viên Viên của mình, đã phẫn nộ từ chối quy thuận Lý Tự Thành. Nhà thơ thời Minh mạt Thanh sơ Ngô Vĩ Nghiệp trong Viên Viên khúc miêu tả cảnh tượng ấy như sau: "thống khốc tam quân câu cảo tố, xung quan nhất nộ vi hồng nhan", tiểu thuyết gia Diêu Tuyết Ngân trong bài viết Luận Viên Viên khúc, dựa theo khảo sát của ông thì Trần Viên Viên lúc đó không có mặt tại Bắc Kinh mà đang ở Ninh Viễn, không may mắc bệnh qua đời.
Ngày 26 tháng 3, để thuyết phục Lý Tự Thành làm lễ đăng quang, Lưu Tông Mẫn nói với đám quan lại rằng: "Ta và ngài ấy cùng chung hoạn nạn, sao mà không tôn thờ được?". Ngày 17 tháng 5, Lý Tự Thành triệu tập hội nghị quân sự tại Vũ Anh điện, dự định phái Lưu Tông Mẫn xuất binh ra Sơn Hải Quan thảo phạt Ngô Tam Quế, nhưng Lưu Cánh Đính can rằng: "Bọn chúng đều là một lũ giặc cỏ, chi bằng cứ ở yên trong kinh thành mà hưởng thụ, để tôi đi đến tiền tuyến làm tròn sứ mệnh?". Lý Tự Thành không nghe, chỉ muốn đích thân thống lĩnh đại quân thân chinh. Lưu Tông Mẫn không dám thoái thác lần nữa, đành theo Lý Tự Thành đi đánh Ngô Tam Quế. Ngày 26 tháng 5, quân Đại Thuận tấn công Sơn Hải Quan dữ dội, Ngô Tam Quế liều chết chống lại thế nhưng quân ít khó mà địch lại số đông. Về sau Ngô Tam Quế hàng Thanh, hợp sức cùng Đa Nhĩ Cổn đánh tan quân Đại Thuận, Lý Tự Thành vội dẫn tàn quân quay trở về Bắc Kinh, xưng đế chưa đầy một ngày rồi tháo chạy khỏi kinh thành. Lưu Tông Mẫn cũng đi theo Lý Tự Thành hành quân sang miền tây, và bị quân Thanh đánh bại tại Đồng Quan.
Hạ tuần tháng 4 năm Thuận Trị thứ 2 đời Thanh (1645), quân Thanh vượt hơn 40 dặm tiến vào thành Cửu Giang tỉnh Giang Tây đánh phá quân doanh toàn lính già yếu của quân Đại Thuận, Lưu Tông Mẫn trong lúc giao chiến tại Thông Sơn tỉnh Hồ Bắc cùng với hai người chú của Lý Tự Thành là Triệu Hầu và Tương Nam Hầu bị quân Thanh bắt được đem giết đi.